# النجيد (تعز)
النجيد هي إحدى قرى الجمهورية اليمنية. تتبع جغرافيا لمحافظة تعز وإداريًا لمديرية سامع. يبلغ تعداد سكانها 953 نسمة حسب الإحصاء الذي أجري عام 2004.